# Stadionfutás
A stadionfutás (görög betűkkel στάδιον, azaz sztadion) az ókori görög olümpiai játékok versenyszáma, i. e. 776-tól i. e. 724-ig annak egyetlen versenye. Műsoron maradt, és a legfontosabb szám volt az utolsó, 393-as olümpiáig. A pánhellén játékok minden helyszínén bevezették. 192,27 méteres távon versenyeztek az atléták. Eredetileg dromosz („verseny”) vagy aulosz („cső”) volt a neve, később a nézőtérrel rendelkező, ovális építmény, a sztadion adta a nevét. Az is elképzelhető azonban, hogy a futás távja vált sztadion néven mértékegységgé, és az egy sztadionnyi futópályával rendelkező épületet erről nevezték el sztadionnak. A mértékegység területenként változó hosszúságú volt.
Eredetére vonatkozóan sok elképzelés létezik. Pauszaniasz Periégétész és Sztrabón szerint a táv Héraklész lábméretének négyszázszorosa. A stadionfutás első olümpiai győztese az éliszi Koroibosz volt. A kötelezővé váló mezítelenség a hagyomány szerint i. e. 720-ból datálódik, amikor a spártai Orszipposz futás közben elveszítette az ágyékkötőjét, majd győzött. Az atlétikában innen terjedt el a „tetőtől talpig mezítlábas” versenyzés, és a gümnaszionok szokásai. A futószámok győztesei voltak a legünnepeltebb sportolók, és köztük is a stadionfutásban szerzett győzelem számított a legrangosabb babérnak. A stadionfutás az ókori pentathlonnak is állandó száma volt.
A versenyzők egy vonalban álltak fel a rajthoz, és álló helyzetből indultak. Eleinte egy egyszerű vonal volt a rajthely, később hornyolt rajtköveket helyeztek el, amelyekbe a versenyzők beakaszthatták a lábujjaikat. Nem voltak kijelölt futósávok, a pályán mindenki a neki tetsző vonalban haladhatott, ami később, a kettős stadionfutás bevezetésével kapott jelentőséget, amikor már fordulni kellett a pályán. A győztest a versenybírók (ἀγωνοθέται, agónothetai) hirdették ki, aki a szabályok betartására is felügyeltek. Csak a győzteseket tartották számon, második, harmadik helyezést nem ismertek. Ha a versenybíró döntetlent látott, megismételtethette a futást. A talaj döngölt föld volt.